# Туристи
Туристи — трилер 2006 року.

## Сюжет
Компанія з шести студентів вирішила провести канікули, подорожуючи по Бразилії. Екзотичні пейзажі, красиві тварини, цікаві зустрічі - ніщо не провіщало біди. Несподівано біля загубленого острова поблизу бразильського узбережжя їх автобус ламається, і молоді люди залишаються наодинці з джунглями. Важкопрохідні тропічні ліси зберігають свої секрети..